# Sōgen no Shōjo Laura
Sōgen no Shōjo Laura (яп. 草原の少女ローラ, Со:ґен но Сьодзьо Ро:ра, укр. Лора, дівчинка з прерій) — японський аніме-серіал, створений студією Nippon Animation за мотивами роману «Маленький будиночок у великому лісі» автора Лори Інглз-Уайлдер. Транслювався на телеканалі TBS з 7 жовтня 1975 року до 30 березня 1976 року. Всього випущено 26 серій аніме. Аніме також транслювалося на території Італії, Іспанії, Мексики та Перу.

## Сюжет
Події відбуваються в Північній Америці, в ту епоху, коли білі колоністи освоювали просторі землі Америки. Маленька дівчинка на ім'я Лора подорожує разом зі своїми сестрами та батьками Диким Заходом, щоб знайти собі родючу землю для майбутнього будинку, на шляху їм належить зіткнуться і пройти через безліч нових труднощів та випробувань.

## Персонажі
- Лора (Сейю — Кадзуко Сугіяма)

Друга дочка сім'ї Інглз. 6 років. Повне ім'я Лора Елізабет Інглз.
- Чарльз Інглз (Сейю — Сюсей Накамура)

Голова сім'ї Інглз. 38 років. Повне ім'я Чарльз Філіп Інглз.
- Керолайн Інглз (Сейю — Ейко Масуяма)

Дружина Чарльза, мати Мері, Лори і Керрі. 30 років. Повне ім'я Керолайн Лейк Інглз.
- Мері (Сейю — Масако Сугая)

Старша дочка сім'ї Інглз. 8 років. Повне ім'я Мері Амелія Інглз.
- Керрі (Сейю — Йонеко Мацукане)

Молодша дочка сім'ї Інглз. 2 роки. Повне ім'я Керолайн Селестія Інглз.
- Фітч (Сейю — Рюдзи Сайкаті)
- Джон (Сейю — Йосіко Ота)
- Джиммі (Сейю — Юко Маруяма)
- Фредді (Сейю — Ютака Мідзусіма)
- Карлос (Сейю — Тосіо Фурукава)
- Доктор Тен (Сейю — Юдзуру Фудзімото）
- Сьюзі (Сейю — Тіе Китагава)
- Елен (Сейю — Теруе Нунамі)
- Марія (Сейю — Нацумі Сіба)
- Едвардс (Сейю — Масаакі Окабе)

## Список серій
1. Маленький будиночок в Великих лісах
2. Вовченя прийшло
3. Наш скарб
4. Хлопчик в критому возі
5. Новий будинок за лісом
6. Ведмедик біля водоспаду
7. Туга за ковбоями
8. Поклик фавна
9. Кулі, які зробив тато
10. Бородатий гість
11. Втрачений перелітний птах
12. Куди пішов Санта Клаус?
13. Тато пропав у сніговій бурі
14. Подорож у прерії
15. Велика пригода! Через озеро по льоду
16. Джек пропав
17. Джек повернувся!
18. Милі звірятка з прерій
19. Скоро побудуємо! Наш новий будинок
20. Зграя вовків оточує будинок
21. Тато добудував новий будинок
22. У нас з'явилося миле теля!
23. Небезпечно копати так глибоко
24. Сталося щось жахливе!
25. Мій будинок горить
26. Пшениця! Нарешті доспіла!